# 塔魯卡馬爾卡山
14°24′57″S 70°55′16″W / 14.41583°S 70.92111°W
塔魯卡馬爾卡山（Taruja Marka），是秘魯的山峰，位於該國南部普諾大區，由努尼奧瓦區和聖羅薩區負責管轄，屬於拉亞山脈的一部分，海拔高度約5,000米。